# ماري نيكولا
ماري نيكولا (بالفرنسية: Marie Joséphine Nicolas)‏ هي رسامة فرنسية، ولدت في 25 يوليو 1845 في أن في فرنسا، وتوفيت في 1903.